# زلماي خليل زاد
زلماي خليل زاد (ولد 22 مارس 1951) هو دبلوماسي أمريكي سابق ومستشار في مركز الدراسات الاستراتيجية والدولية (CSIS) ورئيس شركة غريفون بارتنرز وخليل زاد أسوسياتس وهي شركة استشارات تجارية دولية مقرها واشنطن العاصمة. من أصول افغانيه وكان سفير الولايات المتحدة لدى الأمم المتحدة في عهد الرئيس جورج دبليو بوش. وقد شارك مع صناع السياسة الأمريكية في البيت الأبيض ووزارة الخارجية والبنتاغون منذ منتصف الثمانينيات، وكان صاحب أعلى منصب بين الأميركيين المسلمين في إدارة الرئيس جورج بوش. وتشمل مهام خليل زاد السابقة في الإدارة منصب السفير الأمريكي في أفغانستان والعراق. وفي عام 2017، فكر الرئيس دونالد ترامب بوضعه في منصب وزير الخارجية الأمريكي.

## نشأته
ولد زلماي خليل زاد في مدينة مزار شريف في أفغانستان، كان والده موظف حكومي في مملكة محمد ظاهر شاه. وهو من قبيلة البشتون النورزي الأفغانية ومسلم الديانة.

## النضج السياسي
هاجر إلى الولايات المتحدة كطالب مدرسة ثانوية، ولكن سرعان ما ذهب إلى الجامعة الأمريكية في بيروت وحصل على شهادة التخرج من هناك. ودرس في جامعة شيكاغو حيث حصل على شهادة الدكتوراه. عمل مديرا في شركة نفط أمريكية كبيرة هي شركة يونوكال، ثم في وظائف في وزارتي الخارجية والدفاع في عهد الرئيسين ريجان وبوش الأب.
في عهد الرئيس جورج بوش شغل خليل زاده منصبا في مجلس الأمن القومي في البيت الأبيض الذي رأسته في ذلك الوقت الدكتورة كوندوليسا رايس وزيرة الخارجية السابقة، وتخصص السفير خليل زاده في شؤون منطقتي الخليج وآسيا الوسطى. تتلمذ خليل زاده سياسيا على يد نائب الرئيس الراهن رتشارد تشيني الذي كان وزيرا للدفاع أثناء عمل خليل زاد فيها.
قبل ترشيحه سفيرا أمريكيا جديا في العراق كان خليل زاده سفيرا أمريكيا في أفغانستان، بلده الأصلي. وهناك أسهم في إرساء هيكل الحكومة وأشرف على جهود إعادة الإعمار وعلى أول انتخابات رئاسية. وصفته وزيرة الخارجية كوندوليسا رايس بأن له مقدرة واضحة في التوفيق بين الآراء المتناحرة وفي تحقيق نتائج في طل أوضاع صعبة. لكن خليل زاده يعرف أيضا بلسانه «غير الدبلوماسي» الذي أغضب منه زعماء بعض الدول.
أصبح تلميذاً ومساعداً لبول ولفويتس وصديقاً حميماً لديك تشيني. وفي عام 1984 عمل في الخارجية الأمريكية أيام حكم ريغان حيث كان رئيسه المباشر بول وولفويتس أيضاً. وخلال تلك الفترة ساعد زاد في التخطيط الأمريكي لتسليح قوات المجاهدين الأفغان التي كانت تقاتل السوفييت لاحتلالهم أفغانستان.
من الجلي أنه سوف تمس حاجته كسفير في العراق إلى تلك المهارة التي وصفته بها الدكتورة رايس. وليس غريبا على التعامل مع العراقيين، فقبل غزو العراق في مارس 2003 كان زلماي خليل زاده (الذي يعرف في أوساط الحكومة في وشنطن باسم «كينج زاده» أو الملك زاد) مبعوثا أمريكيا إلى ما سمي في ذلك الوقت بالعراقيين الأحرار، في إشارة إلى المعارضة العراقية في المنفى.

## روابط خارجية
- زلماي خليل زاد على موقع IMDb (الإنجليزية)
- زلماي خليل زاد على موقع مونزينجر (الألمانية)
- زلماي خليل زاد على موقع إن إن دي بي (الإنجليزية)
- زلماي خليل زاد على موقع كينوبويسك (الروسية)